# Ерен-Хото
Ере́н-Хото́ (кит. спр. 二连浩特市, піньїнь: Èrliánhàotè Shì) — прикордонне місто-повіт у центральній частині Внутрішньої Монголії, складова аймаку Шилін-Гол.

## Географія
Ерен-Хото лежить у Східній Гобі.

### Клімат
Місто знаходиться у зоні, котра характеризується кліматом пустель помірного поясу. Найтепліший місяць — липень із середньою температурою 23 °C (73.4 °F). Найхолодніший місяць — січень, із середньою температурою -17.3 °С (0.9 °F).
| Клімат Ерен-Хото        | Клімат Ерен-Хото | Клімат Ерен-Хото | Клімат Ерен-Хото | Клімат Ерен-Хото | Клімат Ерен-Хото | Клімат Ерен-Хото | Клімат Ерен-Хото | Клімат Ерен-Хото | Клімат Ерен-Хото | Клімат Ерен-Хото | Клімат Ерен-Хото | Клімат Ерен-Хото | Клімат Ерен-Хото |
| Показник                | Січ.             | Лют.             | Бер.             | Квіт.            | Трав.            | Черв.            | Лип.             | Серп.            | Вер.             | Жовт.            | Лист.            | Груд.            | Рік              |
| Середня температура, °C | −17,3            | −13,5            | −3,7             | 6,4              | 14,6             | 20,1             | 23               | 21               | 14               | 5,6              | −5,4             | −14,7            | 4,2              |
| Норма опадів, мм        | 1.8              | 2.5              | 4                | 6.9              | 13.4             | 30.5             | 56.7             | 55.8             | 22.7             | 9.2              | 3                | 1.6              | 208.1            |
| Днів з опадами          | 2,4              | 1,8              | 1,9              | 3,5              | 4,5              | 7,2              | 10,3             | 9,7              | 5,6              | 3,5              | 2,4              | 2,1              | 54,9             |
| Вологість повітря, %    | 82.7             | 71.2             | 50.5             | 40.7             | 38.8             | 46.3             | 54.7             | 57               | 54.1             | 53.1             | 64.3             | 82.3             | 58               |
| ----------------------- | ---------------- | ---------------- | ---------------- | ---------------- | ---------------- | ---------------- | ---------------- | ---------------- | ---------------- | ---------------- | ---------------- | ---------------- | ---------------- |
| Джерело: Weatherbase    |                  |                  |                  |                  |                  |                  |                  |                  |                  |                  |                  |                  |                  |

## Транспорт
- залізнична станція Ерлянь.